# Anna Hammar-Rosén

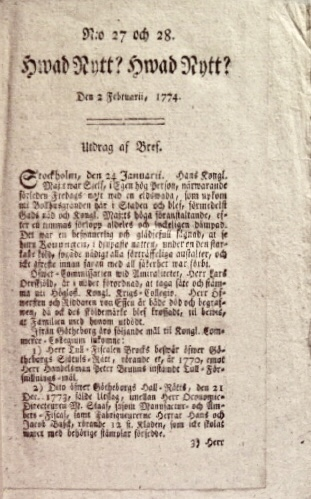
Hwad nytt? Hwad nytt?, 2 februari 1774.

Anna Hammar-Rosén, född Hammar 1735, död 1805, var en svensk tidningsredaktör. Hon gav ut Göteborgstidningen Hwad Nytt? Hwad Nytt? mellan 1773 och 1785 och är den första kvinnliga chefredaktören i Sverige, som man känner till.

## Biografi
Anna Hammar-Rosén var dotter till kyrkoherde Anund Hammar och Elisabeth Maria Agrell. 
Hon gifte sig 1759 i Varberg med lektorn Johan Rosén. Paret var båda engagerade i Witterhets Klubben i Göteborg. Det var Johan Rosén som år 1772 grundade Göteborgstidningen Hwad Nytt? Hwad Nytt?. Denna var ursprungligen del av hans 1759 startade tidning Göteborgska Magasinet.  Fram till sin död 1773 gav Johan Rosén ut Hwad Nytt? Hwad Nytt?, därefter hans sterbhus fram till 1775 och från 1776 Anna Rosén, fram till att den lades ned 1785.
Det var en tidning med både nyheter och kultur, skvaller och litterärt material, som utkom två till tre gånger i veckan. Hon inte bara gav ut utan även skrev i tidningen, och tillhörde därför också Sveriges tidiga kvinnliga journalister. Många av den gustavianska tidens författare publicerade sina verk där. Både Bengt Lidner och Anna Maria Lenngren debuterade i den som poeter, den senare 1775. Tidningen var populär och framgångsrik, men själv brukade hon säga att hon inte trodde att en tidning driven av ett "obildat fruntimmer" var något att ha.  
År 1779 ska Hammar-Rosén ha blivit arresterad för misstänkt brott mot censurlagarna sedan hon enligt uppgift från ärkebiskop Jacob Axelsson Lindblom till professor Daniel Cederhielm ha omtryckt de förbjudna bladen ur Posten i sin tidning, vilket gjort att "utgivaren av detta dagblad, doktorinnan Rosén, ska ha häktats". Häktningen, om den ägde rum, tycks dock i så fall inte ha lett till något dramatiskt avbrott i hennes verksamhet. 
Hon var mor till Gustaf Rosén.